# Кубок Венесуэлы по футболу
Кубок Венесуэлы по футболу — клубный турнир по футболу в Венесуэле, второй по значимости после чемпионата Венесуэлы. Победитель турнира получает путёвку в розыгрыш Южноамериканского Кубка.
Названия турнира:
- 1959 — Copa Liga Mayor
- 1960 — Copa Naciones
- 1961—1967 — Copa Caracas
- 1968—1997 — Copa Venezuela
- 2000 — Copa Bolivariana (считается частью чемпионата — Апертуры 2000)
- с 2007 — Copa Venezuela

## Победители
- 1959 — Депортиво Португес
- 1960 — Банк Агрикола
- 1961 — Депортиво Италия
- 1962 — Депортиво Италия
- 1963 — Унион Депортиво Канариас
- 1964 — Тикире Флорес
- 1965 — Валенсия
- 1966 — Депортиво Галисия
- 1967 — Депортиво Галисия
- 1968 — Унион Депортиво Канариас
- 1969 — Депортиво Галисия
- 1970 — Депортиво Италия
- 1971 — Эстудиантес де Мерида
- 1972 — Депортиво Португес
- 1973 — Португеса
- 1974 — Не проводился
- 1975 — Эстудиантес де Мерида
- 1976 — Португеса
- 1977 — Португеса
- 1978 — Валенсия
- 1979 — Депортиво Галисия
- 1980 — Атлетико Самора
- 1981 — Депортиво Галисия
- 1982 — Депортиво Тачира
- 1983 — Не проводился
- 1984 — Не проводился
- 1985 — Минерос Гуаяна
- 1986 — Эстудиантес де Мерида
- 1987 — ФК Каракас
- 1988 — Спорт Маритимо
- 1989 — Спорт Маритимо
- 1990 — Интернасьональ Пуэрто-ла-Крус
- 1991 — Ансоатеги ФК
- 1992 — Трухильянос
- 1993 — ФК Каракас
- 1994 — ФК Каракас
- 1995 — Универсидад Лос-Андес
- 1996—1999 — Не проводился
- 2000 — ФК Каракас
- 2001—2006 — Не проводился
- 2007 — ФК Арагуа
- 2008 — Депортиво Ансоатеги
- 2009 — ФК Каракас
- 2010 — Трухильянос
- 2011 — Минерос Гуаяна
- 2012 — Депортиво Ансоатеги
- 2013 — ФК Каракас
- 2014 — Депортиво Ла Гуайра
- 2015 — Депортиво Ла Гуайра
- 2016 — Сулия
- 2017 — Минерос Гуаяна
- 2018 — Сулия
- 2019 — Самора
- 2020—2021 — Не проводился

## Титулов по клубам
1. ФК «Каракас» — 5 (без учёта Кубка Боливарианской Республики Венесуэла 2000 года)
2. «Депортиво Галисия» (Каракас, ныне — Маракай) — 5
3. «Депортиво Италия» (Каракас) — 3
4. «Минерос Гуаяна» (Пуэрто-Ордас) — 3
5. «Эстудиантес» (Мерида) — 3
6. «Португеса» (Акаригуа) — 3
7. «Депортиво Ла Гуайра» (Каракас) — 2
8. «Депортиво Португес» (Каракас) — 2
9. «Спорт Маритимо» (Каракас) — 2
10. «Сулия» (Маракайбо) — 2
11. «Унион Депортиво Канариас» (Каракас) — 2
12. «Валенсия» (ныне — «Карабобо») (Валенсия) — 2
13. «Трухильянос» (Валера) — 2
14. «Депортиво Ансоатеги» (Пуэрто-ла-Крус) — 2

- Ещё 9 клубов по одному разу.